# Joazhifel Soares
Joazhifel Soares, né le 19 janvier 1991 à São Tomé à Sao Tomé-et-Principe, est un footballeur international santoméen. Il évolue au poste de milieu de terrain.

## Biographie

### En équipe nationale
Il reçoit sa première sélection avec l'équipe de Sao Tomé-et-Principe le 11 novembre 2011, contre le Congo (défaite 0-5). Il s'agit d'une rencontre rentrant dans le cadre des éliminatoires de la Coupe du monde 2014.